# Lički Ribnik
Lički Ribnik je naselje u Hrvatskoj, u Ličko-senjskoj županiji. 

## Zemljopis
U sastavu je grada Gospića i nalazi se 9 km jugoistočno od Gospića. Nalazi se uz cestu i željezničku prugu Gospić-Knin.

## Povijest
Utvrdili su ga Frankopani u drugoj polovici petnaestog stoljeća. 
Za vrijeme Domovinskog rata Lički Ribnik je bio pod blokadom JNA i srpskih paravojnih formacija.[što znači pod blokadom?] Dana 28. rujna 1991. gospićka policija i 118. brigada Hrvatske vojske su potisnule agresorsku vojsku i deblokirali naselje. 

## Stanovništvo
- 1971. – 372 (Hrvati – 360, Srbi – 10, ostali – 2)
- 1981. – 286 (Hrvati – 265, Jugoslaveni – 16, Srbi – 3, ostali – 2)
- 1991. – 300 (Hrvati – 292, Srbi – 3, ostali – 5)
- 2001. – 119
- 2011. – 93[4]

| broj stanovnika | 659   | 796   | 730   | 763   | 872   | 838   | 760   | 801   | 561   | 506   | 439   | 372   | 286   | 300   | 119   | 93    | 72    |
|                 | 1857. | 1869. | 1880. | 1890. | 1900. | 1910. | 1921. | 1931. | 1948. | 1953. | 1961. | 1971. | 1981. | 1991. | 2001. | 2011. | 2021. |

## Poznate osobe
- Zdravko Pucak, hrvatski pjesnik
- Stipe Golac, akademski slikar i aforističar